# Todeszahlen des KZ Dachau

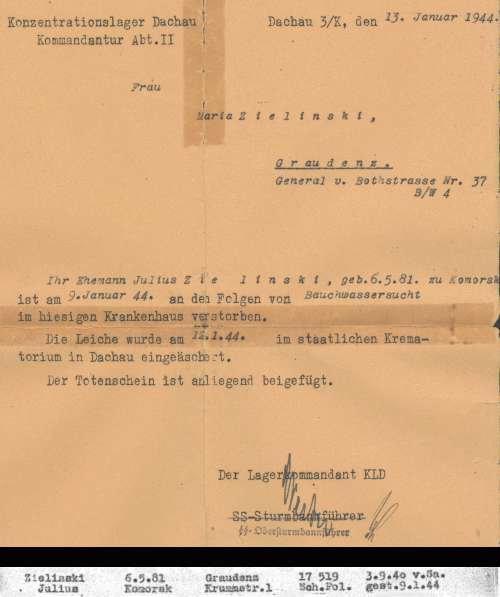
Totenbenachrichtigung

Das nationalsozialistische Regime betrieb das Konzentrationslager Dachau zwölf Jahre lang, vom 22. März 1933 bis zu seiner Befreiung durch ein Bataillon der 7. US-Armee am 29. April 1945. Im Häftlingsverzeichnis waren mindestens 180.000 Personen gelistet.

## Zahlen der Standesämter
Nachfolgend sind die Zahlen der Standesämter angeführt.
- Standesamt Prittlbach: vom 12. April 1933 bis zum 31. März 1939: 489 Tote[1]
- Standesamt Dachau: vom 1. April 1939 bis zum 31. Mai 1941: 3.486 Tote[1]
- Sonderstandesamt "Dachau II" im KZ Dachau: vom 1. Juni 1941 bis 20. April 1945: 8.948 Tote[1]
- In den Standesämtern jener Gemeinden, in denen sich Außenkommandos und Nebenlager befanden: 705 Tote[2]
- Im Sonderstandesamt Bad Arolsen, das 1949 zur Beurkundung von weiteren Todesfällen in Konzentrationslagern errichtet wurde: 18.741[1] Tote

Es ergibt sich aus den Dokumenten der Standesämter vorerst die Gesamtzahl von 32.099 Toten. Bei dieser Zahl muss berücksichtigt werden, dass sie keinesfalls vollständig ist. Die Todesursachen waren vielfältig, beispielsweise Hinrichtungen, Hunger sowie Typhus- und Fleckfieberepidemien.

## Historische Forschung zu den Zahlen
Das Buch „Das war Dachau“ erschien auf Initiative der Internationalen Stiftung von Dachau, gegründet durch das Comité International de Dachau. Diese Quelle führt wie nachfolgend Gründe und weitere Sterbefälle an, die in o. g. Gesamtzahl (32.099) nicht enthalten sind:
- Seit dem Jahr 1942 wurden Sterbefälle von jüdischen Häftlingen nicht mehr amtlich registriert. Ab 1944 wurde systematisch „Vernichtung durch Arbeit“ betrieben in den großen Dachauer KZ-Außenlagerkomplexen Kaufering und KZ-Außenlagerkomplex Mühldorf sowie im KZ-Außenlager Riederloh.
- Ab Oktober 1943 wurden, abgesehen von wenigen Ausnahmen, die Sterbefälle von polnischen und sowjetischen Häftlingen nicht mehr registriert.
- Die Zahl der zwischen 1941 und 1942 erschossenen sowjetischen Kriegsgefangenen ist nicht enthalten, sie wird auf mindestens 4.000[4] geschätzt, auf dem Schießplatz Hebertshausen bei Dachau.
- Die Erfassung der Sterbefälle der Außenkommandos und Nebenlager war nicht vollständig. Weitere 1.181 Verstorbene[4] gehören hier hinzugezählt, da das Standesamt ITS Arolsen diese nicht dokumentierte.
- Am 12. Februar 1945 setzte die SS das Krematorium außer Betrieb und bestattete Verstorbene auf dem KZ-Friedhof Dachau-Leitenberg (und auf dem Waldfriedhof) in Massengräbern. Auf dem Leitenberg und dem Waldfriedhof fanden zwischen 1955 und 1959 Exhumierungen statt. Die Quelle berichtet, dass das ITS Arolsen 880 Personen zu wenig beurkundete.[4][2]

Sterbefälle in Transporten:
- Die Zahl der Verstorbenen im Transport-Zug, der aus Compiègne ankam, ist nicht enthalten und wird mit 891 Toten beziffert.[4]
- 188 Sterbefälle aus Gefangenen-Transporten, Personen die nicht identifiziert werden konnten.
- Die Anzahl der Verstorbenen aus „Evakuierungs“-Transporten ist nicht vollständig erfasst.

Transporte in andere Lager, dort verstorbene Häftlinge:
- Im Jahr 1944 wurden 2.177 jüdische, arbeitsunfähige Häftlinge nach Auschwitz transportiert.[4]
- Im November 1944 wurden 150 arbeitsunfähige Häftlinge in die Gaskammer nach Hartheim geschickt,[4] lt. o. g. Quelle führt das ITS diese Personen „irrtümlich als Häftlinge aus Mauthausen“.

In angegebener Quelle wird daher die Gesamtzahl 41.566 Tote genannt, die „im gesamten Lagerkomplex von Dachau“ ums Leben kamen. Zu dieser Zahl ist anzufügen, dass auch sie nicht als endgültig betrachtet werden kann. Zudem muss bei Transporten vorweg die Frage einheitlich geklärt werden, zu welchem örtlichen Standesamt man Todesfälle beurkundet (Abfahrtsort oder Ankunftsort).
Weiter ist zu beachten:
- In die dokumentierte Gesamtzahl (32.099) sind nicht die Hinrichtungen jener einbezogen, die von der Gestapo zu sogenannten Sonderbehandlungen eingeliefert wurden, sie wird auf mehrere Hundert Todesfälle geschätzt.
- Ebenso: Auf sogenannten Invalidentransporten wurden 1.000 Personen nach Majdanek[4] und 1.400 Personen nach Bergen-Belsen[4] gebracht, und starben dort.[2]

## Sterblichkeit nach der Befreiung des Lagers
Nach der Befreiung vom 29. April 1945 blieb die Sterblichkeit einige Wochen hoch. Am 30. April registrierte niemand die neu verstorbenen. Im Mai verstarben insgesamt 2.221 Personen. In der ersten Woche des Juni 1945 starben 68 Personen. Am 8. Juni schrieb Dr. B. Bolibaugh, der Colonel des medizinischen Corps der US-Armee, in einem Brief an Dr. Blaha, dass die Epidemie besiegt sei, es im Lager nur noch 729 Kranke gäbe und kein neuer Typhusfall aufgetreten sei. Im Stammlager Dachau seien noch 10.224 und im Außenlager München-Allach 1.420 Menschen.